# 스즈무라 산고
스즈무라 산고(일본어: 涼村さんご, 한국명 : 남수정)는 도에이 애니메이션에서 제작한 애니메이션 트로피컬 루즈! 프리큐어에 등장하는 인물이다. "치크"가 매력 포인트인 큐어 코랄(キュアコーラル Cure Coral[*])로 변신한다. 애니메이션 성우는 일본판은 하나모리 유미리, 한국판은 김연우이다.

## 프로필
| 스즈무라 산고        | 스즈무라 산고           |
| -------------------- | ----------------------- |
| 성별                 | 여자                    |
| 생일                 | 5월 9일                 |
| 나이                 | 13세                    |
| 신분                 | 학생                    |
| 포지션               | 주연                    |
| 변신체               | 큐어 코랄               |
| 상징색               | 보라색                  |
| 등장 프리큐어 시리즈 | 트로피컬 루즈! 프리큐어 |

## 상세
귀여운 것을 좌우지간 좋아하는 세련된 중학교 1학년생이며 나츠우미 마나츠의 반 친구이다. 주변에 상냥하게 배려를 하기에 누구와도 쉽게 친해질 수 있는 타입이며 집은 거리에 있는 화장품 가게로 메이크업이나 화장품에 대해 잘 알고 있다.
착하고 얌전한 성격이며 아이스크림을 아이에게 주기도 하는 등 성격 좋은 사람이다.

## 큐어 코랄
"반짝이는 보석! 큐어 코랄!"(きらめく宝石! キュアコーラル!)
등장시 기본/테마 색은 보라색이며, 이름의 여원은 산호을 뜻하는 영단어 코랄(Coral)이다.
특징
헤어스타일은 채도 높은 보라색에 옆으로 두번 커다란 리본으로 땋은 양갈래 머리이며 흰색 베레모를 착용하고 있다. 연보라색 케이프 형태의 세일러복 드레스를 입고 있으며 포인트 컬러로는 하늘색과 노란색이 사용된다. 치마가 전체적으로 드레스 형태로 되어있다. 화장 부위는 뺨이다.
사용 기술
- 프리큐어 복슬복슬 코랄 디퓨전